# Hangul
A hangul a koreai nyelv ábécéje, melynek létrejöttét hagyományosan Nagy Szedzsong királynak tulajdonítják, aki az 1440-es években fejlesztette ki. Az egyik leginkább tudományosnak tartott, jelenleg is használatban lévő ábécé a világon. A nyelvet korábban handzsával, azaz a koreai nyelvre adaptált kínai írásjegyekkel írták. Bár Szedzsong hivatalossá tette a hangult, a konfucianizmus és a kínai kultúra befolyása miatt egészen 1945-ig nem nagyon használták. A hangul a hivatalos írásmód Észak-Koreában és Dél-Koreában. A két változat között van némi eltérés a helyesírásban és a kiejtésben, továbbá Északon csoszongul a megnevezése.
A hangul összesen 24 gyökből (betűből) áll, 10 magánhangzóból és 14 mássalhangzóból. A gyökök a latin írással ellentétben nem feltétlenül egymást követik, hanem egységekbe rendeződnek. Egy egység egy szótagot jelöl, például a han szótag írásképe 한, amely három gyökből (betűből) áll, ezek a ㅎ h, az ㅏ a és az ㄴ n. Egy egység kettő–öt gyökből állhat, ebből egy mindenképpen mássalhangzó és egy magánhangzó. Összesen 11 172 egységet lehet a segítségükkel létrehozni, azonban nem mindegyik létező szótag a nyelvben.
A hangul rendszert bevezető, 1446-ban publikált Hunmindzsongum dokumentum 1997-ben bekerült az UNESCO A világ emlékezete programjába.

## Elnevezései
Az ábécé eredeti elnevezése Hunmindzsongum (훈민정음) volt, amelynek jelentése „a nép helyes kiejtésre tanítása”. Az azonos című dokumentumot Nagy Szedzsong adatta ki 1446-ban, azzal a céllal, hogy a kínai írást nem ismerő köznép is megtanulhasson írni és olvasni. Dél-Koreában az ábécé elnevezése hangul, Észak-Koreában azonban csoszongul. A hangul kifejezést 1912-ben Csu Sigjong nyelvészprofesszor adta az ábécének, ami több jelentéssel is bír: „koreai írás”, „nagyszerű írás”, „egyedüli írás”, illetve „helyes írás”.
A huszadik századig a tanult elit a hangult nem alkalmazta, a következő nevek léteztek erre az ábécére:
- csongum (정음, a Hunmindzsongum rövidítéseként)[8]
- acshimgul (아침글, „egy reggel alatt megtanulható írás”)[9]
- kungmmun (hangul: 국문, handzsa: 國文, „nemzeti írás”)[8]
- onmun (hangul: 언문, handzsa: 諺文 „népírás”)[8]
- amgul (암글, „női írás”; másképp: amkhul, 암클).[8]
- ahetkul vagy ahegul (아햇글 / 아해글, „gyerekírás”)[8]

Az amgul és az ahetkul alakok tényleges használatára nincs konkrét bizonyíték.

## Története

A Hunmindzsongum egy oldala. A balról a harmadik oszlopban található hangul írás mellett (나랏말ᄊᆞ미) hangmagasságot és hangsúlyt jelölő diakritikus jelek láthatóak.

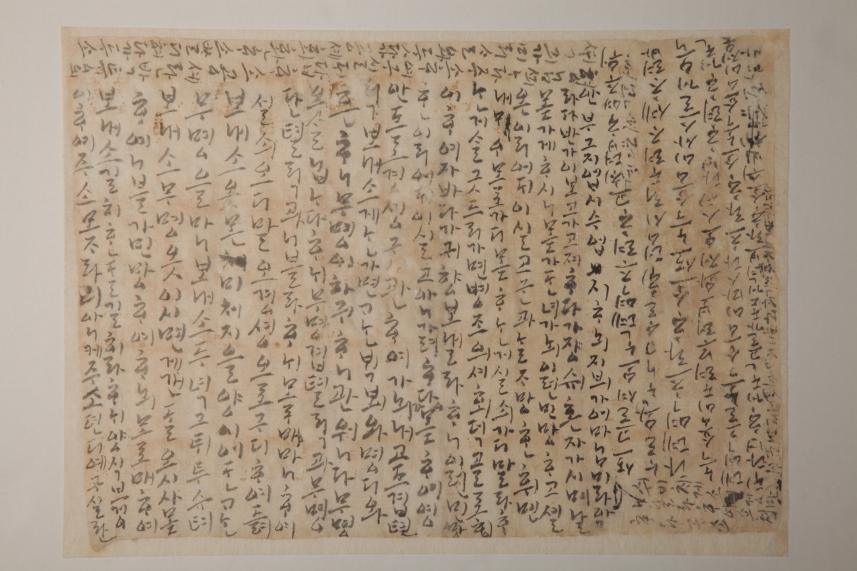
Na Singol katonatiszt levele feleségének, 1490-ből; a legrégebbi ismert, hangullal írt levél

A jelenlegi ismeretek szerint Koreában a kínai írásjegyek átvétele előtt nem létezett önálló írás, az első ilyen írásos emlék Kr. u. 85-re tehető.
A kínai írásjegyű handzsa felváltására készített hangult Nagy Szedzsong, a Csoszon-dinasztia negyedik királya vezette be. Bár a kutatók egy része szerint az ábécé megalkotásában nagy valószínűség szerint részt vettek az udvar legtehetségesebb tudósai, a Csiphjondzson (집현전, „a kiválóságok csarnoka”) tagjai, az írásos feljegyzések elemzése után arra a következtetésre jutottak, hogy sokkal valószínűbb, hogy Szedzsong maga találta fel az ábécét, és nem vonta be a tudósokat, tudván, hogy a kor művelt emberei elutasították volna a gondolatot, hogy a köznép is műveltté válhasson.
Az ábécét valamikor 1443 decemberében vagy 1444 januárjában fejezte be, és a rendszert a Hunmindzsongum („A megfelelő hangok a nép oktatására”) című dokumentumban tette közzé, ami után az ábécé az első nevét kapta. A kézirat közzétételének napja, október 9-e Dél-Koreában a hangulnap, amelyet 1926 óta ünnepelnek. Észak-Koreában január 15-re esik.
A Hunmindzsongumhoz készült kiegészítő dokumentumban (Hunmindzsongum herje, „magyarázat és példák”) lelhető fel a hangul alkotási folyamatának leírása, valamint a betűk alakjának magyarázata. E szerint a betűk a jin-jang-harmónia elvére épülnek, és az alakjuk a hangképzésüket imitálja, például a k/g hang betűje, a ㄱ a nyelv mozgására utal ennek a hangnak a képzésekor. Ezen felül az ábécé megalkotása két lépcsőben történt: Szedzsong megalkotta az egyszerűbb alapgyököket, majd ezekre építette a többit. A reprezentált hangok kiejtési sajátosságai alapján a betűk csoportokba rendeződnek, például a hasonló magánhangzók esetében (ᅡ a → ᅣ ja; ᅩ o → ᅭ jo), rendszert alkotva.
Szedzsong azzal érvelt az ábécé mellett, hogy a koreai nyelv teljesen különbözik a kínaitól, így a kínai írás nem megfelelő a leírására, a köznép pedig képtelen megtanulni a bonyolult írásjegyeket. Éppen emiatt a felsőbb osztály tagjain kívül nem tudtak a koreaiak írni és olvasni. A hangult tehát úgy tervezte meg, hogy „a bölcs ember elmélyülhet benne, mielőtt még véget érne a reggel, az ostoba ember tíz nap alatt tanulhatja meg.”
A hangul bevezetését Cshö Malli (최만리) oktatásügyi miniszter és más koreai konfucianisták is ellenezték, mert úgy vélték, a handzsa az egyedüli törvényes írásrendszer, és valószínűleg a pozíciójukat is féltették. A rendszer mégis népszerű lett, ahogy azt Szedzsong is eltervezte, különösen a nők és az írók körében, illetve a köznépnek szánt közleményekben használták. Egy 2011-ben felfedezett, alacsony rangú katonatiszt által az 1490-es években, hangullal írt levél alapján most már úgy vélik a történészek, hogy az ábécé elterjedtebb volt a nép körében, mint azt korábban gondolták, és nem csak a nők, de az írástudó férfiak is használták, már alig fél évszázaddal a megalkotását követően.
1504-ben, miután hangullal írt szövegekben kritizálták az uralkodását, Jonszangun, a Csoszon-dinasztia 10. királya betiltotta a hangul használatát és oktatását. 1506-ban Csungdzsong király megszüntette a hangul kutatásával foglalkozó minisztériumot, az Onmun Cshongot (언문청).
A 16. században a hangul iránti érdeklődés a kasza és a sidzso műfajának megjelenésekor újjáéledt. A 17. században számos regény született hangul írással. Mivel az emberek hallás után próbálták leírni a szavakat, nem volt általános helyesírási rendszer.
Európába az első, hangulról szóló könyvet Isaac Titsingh hozta be 1796-ban, a Szangoku cúran zuszecu (三国通覧図説; Hepburn: Sangoku Tsūran Zusetsu, ’Három ország illusztrált leírása’) 1785-ben jelent meg Japánban, és többek között a Csoszon-dinasztiával és a hangullal is foglalkozott.
A 19. században a növekvő nacionalizmus hatására, valamint a nyugati misszionárius iskolákban végzett népszerűsítő munkájának köszönhetően a kapo reformok idejében, 1894-ben először készültek hivatalos dokumentumok hangul írással. Egy évvel később az elemi iskolai tankönyvekben is elkezdték használni, 1896-ban pedig megjelent az első hangullal írt újság, a Tongnip Sinmun (독립신문, The Independent, magyarra lefordítva "a független"). Ennek ellenére az irodalmi elit továbbra is a handzsát használta, és a lakosság jó része továbbra sem tudott írni és olvasni.
Amikor 1910-ben Korea japán uralom alá került, a japán lett a hivatalos nyelv. A japán rendelkezések ellenére a koreaiak a nacionalizmus jegyében mindent megtettek a hangul népszerűsítéséért, úgy az oktatásban, mint az irodalomban. 1912-ben Csu Sigjong nyelvészprofesszor adta az ábécének a hangul nevet, és ő alapította a Hangul Társaságot, amely 1933-ban kiadta az első, helyesírást szabályozó dokumentumot. 1938-ban a japánok megtiltották a koreai nyelv használatát az iskolákban, 1941-ben pedig minden koreai nyelvű kiadványt betiltottak. 1946-ban, a japán uralom végeztével, kiadták a hangul modern helyesírási szabályzatát, 1953-ban pedig Li Szin Man próbálta meg egyszerűsíteni az írást egy rendelettel, amit azonban 1955-ben kénytelen volt visszavonni, olyan ellenállásba ütközött.
A koreaiak egyre kevésbé használják a handzsát, bár az 1980-as években Dél-Koreában voltak olyan kezdeményezések, amelyek a Kínával és Japánnal való gazdasági versengés miatt újra be akarták vezetni a kínai írás tanítását az általános iskolákban. Észak-Koreában 1949 óta kizárólagosan hangullal írnak, a handzsát egyáltalán nem használják.
A szöuli Hunmindzsongum Társaság (훈민정음학회) célja, hogy az írásrendszerrel nem rendelkező ázsiai nyelvek beszélőinek megtanítsa a hangul írásrendszert. 2009-ben az indonéz Celebesz szigeten található Bau-Bau faluban nem hivatalosan használni kezdték a hangult a Cia-Cia nyelv leírására.

## Gyökök
A hangul ábécé gyökökből (betűkből) illetve digráfokból áll, melyek koreai elnevezése csamo (자모). A 24 gyök (betű) 27 digráfot alkothat. A 24 gyökből 14 mássalhangzót (자음, csaum) és tíz magánhangzót (모음, moum) jelöl. Öt mássalhangzó megkettőződik, ezzel jelölve az erőteljesebb, „kemény” ejtést. A tíz magánhangzó segítségével 11 további kettőshangzó alkotható.

A hangul szó koreai betűkkel

| Mássalhangzók és átírásuk | Mássalhangzók és átírásuk | Mássalhangzók és átírásuk | Mássalhangzók és átírásuk | Mássalhangzók és átírásuk | Mássalhangzók és átírásuk | Mássalhangzók és átírásuk | Mássalhangzók és átírásuk | Mássalhangzók és átírásuk | Mássalhangzók és átírásuk | Mássalhangzók és átírásuk | Mássalhangzók és átírásuk | Mássalhangzók és átírásuk | Mássalhangzók és átírásuk |
| ------------------------- | ------------------------- | ------------------------- | ------------------------- | ------------------------- | ------------------------- | ------------------------- | ------------------------- | ------------------------- | ------------------------- | ------------------------- | ------------------------- | ------------------------- | ------------------------- |
| ㄱ                        | ㄴ                        | ㄷ                        | ㄹ                        | ㅁ                        | ㅂ                        | ㅅ                        | ㅇ                        | ㅈ                        | ㅊ                        | ㅋ                        | ㅌ                        | ㅍ                        | ㅎ                        |
| g/k                       | n                         | d/t                       | r/l                       | m                         | b/p                       | sz                        | - / ng                    | cs/dzs                    | csh                       | kh                        | th                        | ph                        | h                         |
| ㄲ                        |                           | ㄸ                        |                           |                           | ㅃ                        | ㅆ                        |                           | ㅉ                        |                           |                           |                           |                           |                           |
| kk                        |                           | tt                        |                           |                           | pp                        | ssz                       |                           | ccs                       |                           |                           |                           |                           |                           |

| Magánhangzók és átírásuk | Magánhangzók és átírásuk | Magánhangzók és átírásuk | Magánhangzók és átírásuk | Magánhangzók és átírásuk | Magánhangzók és átírásuk | Magánhangzók és átírásuk | Magánhangzók és átírásuk | Magánhangzók és átírásuk | Magánhangzók és átírásuk | Magánhangzók és átírásuk | Magánhangzók és átírásuk |    |
| ------------------------ | ------------------------ | ------------------------ | ------------------------ | ------------------------ | ------------------------ | ------------------------ | ------------------------ | ------------------------ | ------------------------ | ------------------------ | ------------------------ | -- |
|                          | Alap                     | Alap                     | Alap                     | Alap                     | Alap                     | Alap                     |                          | +i                       | +i                       | +i                       | +i                       | +i |
| Alap                     | ㅏ                       | ㅓ                       | ㅗ                       | ㅜ                       | ㅡ                       | ㅣ                       |                          | ㅐ                       | ㅔ                       | ㅚ                       | ㅟ                       | ㅢ |
| Alap                     | a                        | o                        | o                        | u                        | u                        | i                        |                          | e                        | e                        | ö                        | ü                        | i  |
| j+                       | ㅑ                       | ㅕ                       | ㅛ                       | ㅠ                       |                          |                          |                          | ㅒ                       | ㅖ                       |                          |                          |    |
| j+                       | ja                       | jo                       | jo                       | ju                       |                          |                          |                          | je                       | je                       |                          |                          |    |
| v+                       | ㅘ                       | ㅝ                       |                          |                          |                          |                          |                          | ㅙ                       | ㅞ                       |                          |                          |    |
| v+                       | va                       | vo                       |                          |                          |                          |                          |                          | ve                       | ve                       |                          |                          |    |

### Vonássorrend
A vonássorrend a kínai kalligráfián alapuló koreai kalligráfia szabályait követi.

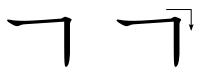
ㄱ (kijok)
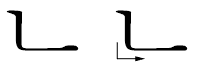
ㄴ (niun)
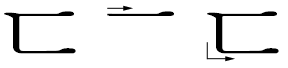
ㄷ (tigut)
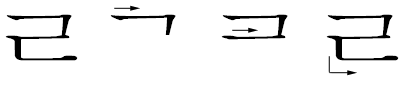
ㄹ (riul)
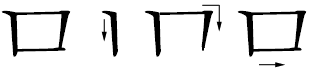
ㅁ (mium)
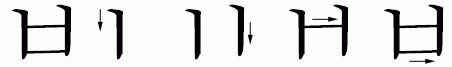
ㅂ (piup)
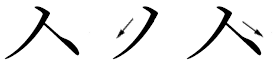
ㅅ (siot)
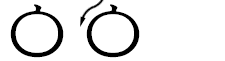
ㅇ (iung)
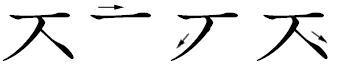
ㅈ (csiut)
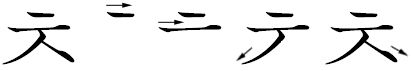
ㅊ (cshiut)
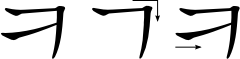
ㅋ (khiukh)
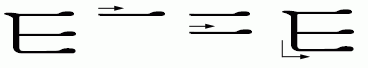
ㅌ (thiuth)
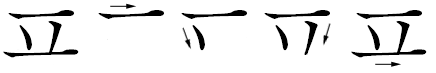
ㅍ (phiuph)
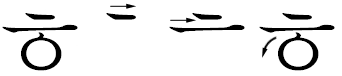
ㅎ (hiut)
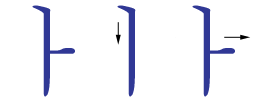
ㅏ (a)
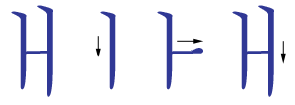
ㅐ (e)
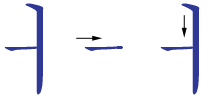
ㅓ (o)
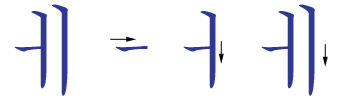
ㅔ (e)
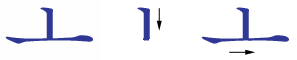
ㅗ (o)
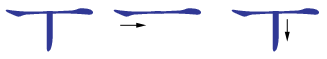
ㅜ (u)
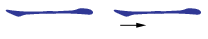
ㅡ (u)
l (i)

A jésített magánhangzóknál a rövid vonás megkettőződik.

### Alakjuk magyarázata

#### Mássalhangzók
A Hunmindzsongum herje részletes magyarázatot ad a betűk alakjára. E szerint a mássalhangzók öt alapbetűre épülnek, ezek alakja a hangképzést imitálja. A betűk alakja ezen felül utal az egymáshoz való fonológiai viszonyukra is, az azonos helyen képzett hangokat jelölő betűk alakja hasonló, a hehezetesen ejtett hangokat pedig egy plusz vonással jelzik. Ezzel a rendszerrel a hangul jelentősen különbözik például a latin ábécétől, ahol a betűk ejtésére vagy egymáshoz való viszonyára semmi sem utal.
- ᄀ (k/g): az alak azt mutatja, ahogy a nyelv elzárja a levegő útját a lágy szájpadnál.
- ᄂ (n): azt mutatja, ahogy a nyelv a szájpaddal érintkezik.
- ᄆ (m): a száj sematikus ábrája.
- ᄉ (sz): alakja a metszőfogra utal.
- ᄋ (hangtalan szótagkezdő): a torok alakjára utal.

A Herje szerint a többi mássalhangzó kialakítása a következőképpen történt, egy-egy vonal hozzáadásával:
- veláris: ᄀ (k) → ᄏ (kh)
- alveoláris: ᄂ (n) → ᄃ (d/t) → ᄐ (th)
- bilabiális: ᄆ (m) → ᄇ (b/p) → ᄑ (ph)
- dentális: ᄉ (sz) → ᄌ (cs/dzs) → ᄎ (csh)
- glottális: ᄋ (hangtalan szótagkezdő) → ㆆ (ʔ) → ᄒ (h)

#### Magánhangzók
Young-Key Kim-Renaud, a koreai nyelv professzora szerint a magánhangzók hangulbeli jelölése egyedülálló Kelet-Ázsiában, mivel korábban egyetlen nyelvben sem jelölték őket önállóan, az indiai írásrendszerekben például a mássalhangzó integrált részei vagy diakritikus jelekkel jelölik őket.
A magánhangzókat jelölő betűk megalkotásakor a konfucianista filozófia elveit olvasztották össze a nyelvészettel. Az alapokat adó három alak a következő:
- A  kereksége a Mennyeket szimbolizálja.
- A ㅡ (/ɯ/) lapossága a Földet szimbolizálja.
- A ㅣ (/i/) egyenes alakja az embert szimbolizálja.

A többi betűt ennek a három alaknak a kombinációjából hozták létre, a jin-jang elv alapján két csoportra osztva a magánhangzókat, ezek megfelelnek a magánhangzó-harmónia elvének is:
a világos (양 jang) magánhangzók (o, a) csak egymással társulnak, a sötét (음 jin) magánhangzók (u, ŏ, ŭ stb.) úgyszintén, az i semleges helyet foglal el. Ez az elv a w félmagánhangzóval kezdődő diftongusok (wa, wae, we1, we2, wŏ, wi) grafikai képén is tükröződik; a világos a világossal: ㅗ + ㅏ > ㅘ (wa), a sötét a sötéttel: ㅜ + ㅓ > ㅝ (wŏ), a semleges i a sötéttel is: ㅜ + ㅣ > ㅟ (napjainkban ingadozik a kiejtés, wi vagy ü), és a világossal is: ㅗ + ㅣ > ㅚ (we1 vagy ö) egyaránt összekapcsolódhatott.

### Eredetelméletek

Gari Ledyard elmélete szerint a hangul betűinek kialakításában mintaként szolgálhatott a pakpa ábécé. Fent: a pakpa [k, t, p, sz, l] hangjait jelölő betűi, alatta: a hangul [k, t, p, cs, l] betűi. Lent: a [h] betűből alkotott [w, v, f] betűk a pakpában, alatta a [p] betűből alkotott (azóta kikopott) [w, v, f] betűk a hangulban.

A koreai betűk alakjának eredetéről több elmélet is született. Mártonfi Ferenc szerint egyik létező ázsiai írásból sem lehet egyértelműen eredeztetni, bár egyes feltételezések szerint a kínai pecsétírás inspirálhatta, ez azonban csak az [m] hangot jelölő betű (ㅁ) esetében kimutatható, ami megegyezik a kínai száj (口, kou) írásjeggyel. A koreai betűk formája egyszerű geometriai mintákat követ, amelyek a mássalhangzók esetében a hangképzési módokat is jelölik. Ezen kívül a Koreában akkor már ismert indiai sziddham és a mongol pakpa (phagsz-pa) írásokkal szokták kapcsolatba hozni, mivel az ind írásrendszerekre is jellemző, hogy a rokon hangok betűit hasonlóképpen jelölik. Hatással lehetett még a japán nyelv szótagíró rendszere is. A kínai hatása leginkább abban mutatkozik meg, hogy a szótagegységeket a kínai írásjegyekhez hasonló nagyságú négyzetben írják, és a szótagkezdő, szótagvégi mássalhangzó helyzetének jelölése is innen származhat. Ezen felül megpróbálták eredeztetni a hangul betűket a szanszkrit, a tibeti és a bali írásból is, de olyan elmélet is született, amely a koreai házablakok alakjához hasonlónak vélte a betűket.

### Ábécérend
A Hunmindzsongumban közölt ábécérend a korai mandarin nyelv egyik legbefolyásosabb szótárának, a Hungvu csengjünnek (Hongwu zhengyunnek) (洪武正韻) a sorrendjét követte.
ㄱ ㅋ ㆁ ㄷ ㅌ ㄴ ㅂ ㅍ ㅁ ㅈ ㅊ ㅅ ㆆ ㅎ ㅇ ㄹ ㅿ
ㆍ ㅡ ㅣ ㅗ ㅏ ㅜ ㅓ ㅛ ㅑ ㅠ ㅕ
Cshö Szedzsin a Hungmong Csahöben (1527) más sorrendet állított fel, előre kerültek azok a mássalhangzók, amelyek szótag elején és végén is állhatnak, ezeket követték a csak szótag elején álló mássalhangzók, majd a magánhangzók. Ez a sorrend lett a későbbi modern, úgynevezett ka-na-da ábécérendek alapja.
ㄱ ㄴ ㄷ ㄹ ㅁ ㅂ ㅅ ㆁ ㅋ ㅌ ㅍ ㅈ ㅊ ㅿ ㅇ ㅎ
ㅏ ㅑ ㅓ ㅕ ㅗ ㅛ ㅜ ㅠ ㅡ ㅣ ㆍ
A mai dél-koreai ábécérend a következő:
ㄱ ㄲ ㄴ ㄷ ㄸ ㄹ ㅁ ㅂ ㅃ ㅅ ㅆ ㅇ ㅈ ㅉ ㅊ ㅋ ㅌ ㅍ ㅎ
ㅏ ㅐ ㅑ ㅒ ㅓ ㅔ ㅕ ㅖ ㅗ ㅘ ㅙ ㅚ ㅛ ㅜ ㅝ ㅞ ㅟ ㅠ ㅡ ㅢ ㅣ
A szótagvégi mássalhangzók sorrendje a lehetséges (élő) kombinációk figyelembe vételével:
ㄱ ㄲ ㄳ ㄴ ㄵ ㄶ ㄷ ㄹ ㄺ ㄻ ㄼ ㄽ ㄾ ㄿ ㅀ ㅁ ㅂ ㅄ ㅅ ㅆ ㅇ ㅈ ㅊ ㅋ ㅌ ㅍ ㅎ
Az Észak-Koreában hivatalos ábécérend a következő:
ㄱ ㄴ ㄷ ㄹ ㅁ ㅂ ㅅ ㅈ ㅊ ㅋ ㅌ ㅍ ㅎ ㄲ ㄸ ㅃ ㅆ ㅉ ㅇ
ㅏ ㅑ ㅓ ㅕ ㅗ ㅛ ㅜ ㅠ ㅡ ㅣ ㅐ ㅒ ㅔ ㅖ ㅚ ㅟ ㅢ ㅘ ㅝ ㅙ ㅞ

### Elnevezésük
A gyökök nevét 1527-ben Cshö Szedzsin (최세진) adta a Hunmong csahö (훈몽자회, „Írásjegyek jegyzéke a tanulatlanok okítására”) című művében. Cshö a gyökök szótagkezdő pozícióban való ejtését vette alapul, ehhez párosította az „ember”, illetve „föld” jelentésű /i/ és /u/ betűket, majd a nevet a kezdőbetű szótagvégi ejtésének megfelelően zárta le, így született például a ㄱ betű neve, a kijok. A magánhangzókat a kiejtésük szerint nevezte el. 1933-ban a Hangul Társaság a csak szótagkezdő pozícióban szereplő betűk nevét megváltoztatta. A magánhangzók elé, ha önmagukban vagy szótag elején állnak, egy hangtalan ㅇ (iung) kerül.
| Mássalhangzók | Mássalhangzók                             |
| Gyök          | Név                                       |
| ------------- | ----------------------------------------- |
| ㄱ            | kijok (기역), Észak-Koreában: kiuk (기윽) |
| ㄴ            | niun (니은)                               |
| ㄷ            | tigut (디귿), Észak-Koreában: tiut (디읃) |
| ㄹ            | riul (리을)                               |
| ㅁ            | mium (미음)                               |
| ㅂ            | piup (비읍)                               |
| ㅅ            | siot (시옷), Észak-Koreában: siut (시읏)  |
| ㅇ            | iung (이응)                               |
| ㅈ            | csiut (지읒)                              |
| ㅊ            | cshiut (치읓)                             |
| ㅋ            | khiuk (키읔)                              |
| ㅌ            | thiut (티읕)                              |
| ㅍ            | phiup (피읖)                              |
| ㅎ            | hiut (히읗)                               |

| Kettőzött mássalhangzók | Kettőzött mássalhangzók | Kettőzött mássalhangzók |
| Gyök                    | Dél-Korea               | Észak-Korea             |
| ----------------------- | ----------------------- | ----------------------- |
| ㄲ                      | sszanggijok (쌍기역)    | töngiuk (된기윽)        |
| ㄸ                      | sszangdigut (쌍디귿)    | töndiut (된디읃)        |
| ㅃ                      | sszangbiup (쌍비읍)     | tönbiup (된비읍)        |
| ㅆ                      | sszangsiot (쌍시옷)     | tönsiut (된시읏)        |
| ㅉ                      | sszangdzsiut (쌍지읒)   | töndzsiut (된지읒)      |

| Magánhangzók | Magánhangzók | Magánhangzók | Magánhangzók |
| Gyök         | Név          | Gyök         | Név          |
| ------------ | ------------ | ------------ | ------------ |
| ㅏ           | a (아)       | ㅐ           | e (애)       |
| ㅑ           | ja (야)      | ㅒ           | je (얘)      |
| ㅓ           | o (어)       | ㅔ           | e (에)       |
| ㅕ           | jo (여)      | ㅖ           | je (예)      |
| ㅗ           | o (오)       | ㅚ           | ö (외)       |
| ㅛ           | jo (요)      | ㅙ           | ve (왜)      |
| ㅜ           | u (우)       | ㅘ           | va (와)      |
| ㅠ           | ju (유)      | ㅟ           | ü (위)       |
| ㅡ           | u (으)       | ㅝ           | vo (워)      |
| ㅣ           | i (이)       | ㅢ           | i (의)       |
|              |              | ㅞ           | ve (웨)      |

### Kikopott gyökök

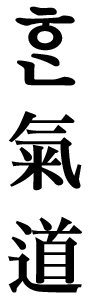
A Hankido márkanévben még használatos az are-a (legfelül a han szótagban)

A Szedzsong által tervezett ábécéből mára több gyök is kikopott, egyrészt azért, mert a hangtani változások következtében már nem léteznek azok a hangok, amiket jelölnek, más betűk a kínai rímtáblázat jelölésére készültek. Az archaikussá vált gyökök közül a leggyakoribbak a következők:
- ㆍ (átírva: /ə/): az are-a (아래아, „alsó /a/”) magánhangzó jelölése egy pont volt a mássalhangzó alatt (az are jelentése „alatt”). A magánhangzó már a 16. században kikopott, más hangok vették át a helyét a szótagokban (/a/, /o/ és /u/). A are-a teljesen nem tűnt el, a csedzsu-szigeti dialektusban még létezik. A betű egyes márkanevekben is használatos még.
- ㅿ (átírva /z/): a pansiot (반시옷) a 16. században kopott ki, a vele írt szótagokban siot (ㅅ) lett belőle.
- ㆆ (átírva /ʔ/): a jorinhiut (여린히읗, „lágy hiut”) vagy tön iung (된 이응, „erőteljes iung”) egy glottális stop, amivel írásban egyes kínai eredetű szavakban a szótagkezdő hangok erőteljes voltát jelezték. Az 1490-es évekre gyakorlatilag már nem lehetett megkülönböztetni az iungtól (ㅇ).
- ㆁ (átírva /ŋ/): a jesiung (옛이응) eredetileg szótagkezdő és szótagzáró mássalhangzó volt, de az 1490-es évekre szótagkezdő pozícióban már nem ejtették. Az 1500-as évekre szótagzáróként is kikopott. Helyét a szótagkezdő magánhangzók és a szótagvégi ng jelölésében az iung (ㅇ) vette át.
- ㅸ (átírva /β/): a kabjounbiup (가벼운비읍) a zöngés bilabiális réshang /β/ jelölésére szolgált, aminek ejtésekor a /p/-vel (ㅂ) ellentétben az ajkak nem záródnak össze szorosan. A kabjounbiup mintájára létrejött még például a ㅱ (IPA [w]), a ㆄ és a ㅹ is, ezeket azonban a kínai szavak kiejtésének leírására használták és nem a koreai nyelv hangjainak jelölésére.

Két kettőzött betű is kikopott az 1480-as években, főképp a kínai kiejtés átírására használták őket:
- ㆅ (átírva /x/): a sszanghiut (쌍히읗, „kettőzött hiut”) leheletesen képzett /h/ hang volt.
- ᅇ: a sszangiung (쌍이응, „kettőzött iung”) betűt magánhangzóra végződő szótagok végén használták, akkor, ha a toldalék magánhangzóval kezdődött.

Ugyancsak kikoptak a kínai sziszegő hangok jelölésére alkalmazott betűk. Ezeket a koreai ㅅ, ㅆ, ㅈ, ㅉ és ㅊ betűk módosításával hozták létre:
- alveoláris: ᄼ,	ᄽ,	ᅎ,	ᅏ,	ᅔ
- retroflex: ᄾ,	ᄿ,	ᅐ,	ᅑ,	ᅕ

### Észak-koreai gyökök

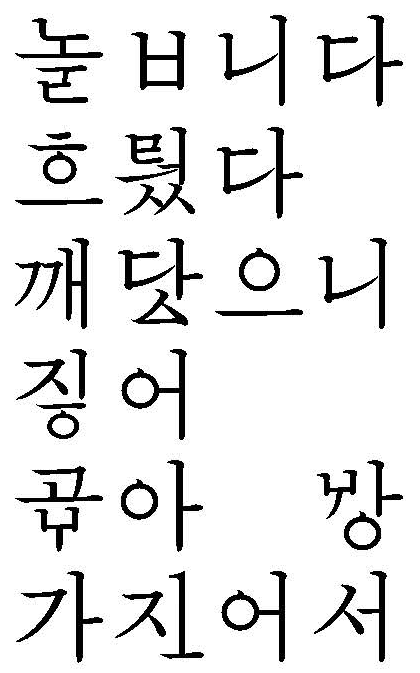
Észak-koreai reformterv alapján betűzött szavak. A sztenderd írásuk a következő: 놉니다 (nomnida), 흘렀다 (hullott-ta), 깨달으니 (kkedaruni), 지어 (csio), 고와 (kova), 왕 (vang) és 가져서 (kadzsjoszo).

1948-ban Észak-Koreában helyesírási reformot akartak bevezetni, aminek keretében több kikopott gyököt visszaállítottak és új gyököket vezettek be. A változtatás azonban nem aratott sikert, és 1954-ben a reformtervet végleg elvetették.
| Gyök | Kiejtés (IPA)     | Kiejtés (IPA)      |
| Gyök | Magánhangzó előtt | Mássalhangzó előtt |
| ---- | ----------------- | ------------------ |
|      | /l/               | —1                 |
|      | /nn/              | /l/                |
| ㅿ   | /l/               | /t/                |
| ㆆ   | —1                | / ͈/2               |
|      | /w/3              | /p/                |
|      | /j/4              | /i/                |

- 1 Nem ejtődik.
- 2 Felerősíti (megkettőzi) az előtte álló mássalhangzót, akárcsak a ㅅ.
- 3 A következő magánhangzókkal párosul: ㅘ, ㅙ, ㅚ, ㅝ, ㅞ, ㅟ
- 4 A következő magánhangzókkal párosul: ㅑ, ㅒ, ㅕ, ㅖ, ㅛ, ㅠ

## Szótagegységek
A hangul bár ábécé, a koreai írásképben a betűk elrendezése nem lineáris, mint mondjuk a latin betűs nyelvek esetében. A betűk szótagegységekbe vagy blokkba rendeződnek, amelyek aztán a szavakat alkotják. A szótagegységek kettő vagy három elemből épülnek fel: a szótagkezdő mássalhangzóból (초성, cshoszong), ami lehet kettőzött mássalhangzó is, egy magánhangzóból vagy diftongusból (중성 csungszong, szótagmag) és egy szótagzáró mássalhangzóból vagy mássalhangzó-kapcsolódásból (종성, csongszong), utóbbi nem feltétele a szótagnak. Amikor a szótag nem mássalhangzóval kezdődik, a helyét iunggal (ㅇ) jelölik a szótagblokkban. A koreai szótagegység így minimum egy magánhangzóból és egy mássalhangzóból áll. A szótagegységeket a kínai írásjegyekhez hasonlóan azonos nagyságú négyzetekbe tömörítik.
A szótagegységek elrendezésének lehetséges módjai:
| szk | m |

| szk |
| m   |

| szk | m 2 |
| m 1 | m 2 |

| szk | m |
| szz |   |

| szk |
| m   |
| szz |

| szk | m 2 |
| m   | m 2 |
| szz |     |

| szk   | m     | m     |
| szz 1 | szz 1 | szz 2 |

| szk   |       |
| m     |       |
| szz 1 | ssz 2 |

| szk   | m 2   | m 2   |
| m     | m 2   | m 2   |
| szz 1 | szz 1 | szz 2 |

- szk : szótagkezdő mássalhangzó
- m: magánhangzó
- szz : szótagzáró mássalhangzó

A szótagegységek felépítéséhez tartozik, hogy bizonyos betűk csak bizonyos pozíciókban szerepelhetnek. A hosszú függőleges vonással írandó magánhangzók a szótagkezdő mássalhangzó (vagy annak hiányát jelölő iung) mögött helyezkednek el, míg a hosszú vízszintes vonással írt magánhangzók a mássalhangzó alatt. A szótagzáró mássalhangzó mindig a megelőző magánhangzó alatt helyezkedik el.
A szótagegységek helyett a lineáris írás bevezetése többször is felmerült a hangul története során, Csu Sigjong és az észak-koreai Kim Dubong is foglalkozott vele, de még Kim Ir Szen is fontolgatta az 1980-as években, azonban minden bevezetési kísérlet ellenállásba ütközött, a koreaiak nemzeti büszkesége miatt. A technológia fejlődésével a hangul szótagegységek nyomtatása, számítógépre vitele már nem okoz problémát, így a leggyakoribb érv a lineáris hangul mellett semmissé vált.

## Helyesírás
A hangul helyesírása rendkívül összetett. Eleinte hallás után írták le a szavakat, az első, helyesírást szabályozó dokumentumot 1933-ban adta ki a Hangul Társaság. A hangul szótagblokkokat jól elkülöníthetően írták kezdettől fogva, de nem tettek szóközt szavak közé, ez csupán 1896-tól vált gyakorlattá. Később a nyelv átvette az angol közvetítésével a nyugati központozást. A koreai helyesírás ma már nem ejtéskövető, hanem morfofonemikus jellegű, a szótagok megjelenése állandó, függetlenül attól, hogy az adott pozícióban a hangilleszkedés miatt másképp ejtődik, kivételt ez alól csak az irregulárisan képzett igék szótőváltozásai jelentenek.
A jelenleg elfogadott helyesírás alapja az 1988-ban kiadott Hangul helyesírás (한글 맞춤법, Hangul maccshumbop). Ezzel egyetemben az Oktatásügyi Minisztérium egy másik dokumentumot is kiadott a nyelv sztenderdizálása érdekében, ami a szöuli dialektust veszi alapul a sztenderd írott-olvasott nyelvnél. A helyesírás 20. századi reformja során kerültek az ábécébe a dupla betűk, ezeket a hangokat korábban mássalhangzó kombinációkkal jelölték. A nyelv sztenderdizálásával együtt jár, hogy a regionális nyelvjárások lassan eltűnnek, ugyanez igaz Észak-Koreára is, ahol 1945 óta a phenjani nyelvjárást propagálják.
A koreai nyelv helyesírása néhol nem egységes, különösen a jövevényszavak területén, például a „torta” jelentésű angol jövevényszó kétféleképp is előfordul: 케이크 (khe-i-khu) és 케잌 (khe-ikh) alakban. Nem egységes időnként az idegen személynevek átírása sem, Mao Ce-tung nevét írják 마오쩌뚱 (ma-o-ccso-ddung) és 모택동 (mo-thek-tong) formában is. Különbség van az észak- és dél-koreai helyesírás között is, például tulajdonnevek esetében (Észak: 오사까, o-sza-kka ↔ Dél: 오사카 o-sza-kha; „Oszaka”), de koreai szavaknál is előfordul (Észak: 람용, ram-jong ↔ Dél: 남용, nam-jong; „visszaélés”).
| Példák a helyesírás és a kiejtés különbségeire | Példák a helyesírás és a kiejtés különbségeire | Példák a helyesírás és a kiejtés különbségeire | Példák a helyesírás és a kiejtés különbségeire |
| hangul                                         | szoros átírás                                  | megközelítő kiejtés                            | jelentés                                       |
| ---------------------------------------------- | ---------------------------------------------- | ---------------------------------------------- | ---------------------------------------------- |
| 맛있게 드세요                                  | masz-issz-ke tu-sze-jo                         | mas-ik-ke tu-sze-jo                            | (kb.) jó étvágyat                              |
| 환영합니다                                     | hvan-jong-hap-ni-da                            | hvan-jong-ham-ni-da                            | üdvözlöm                                       |
| 혼잣말                                         | hon-dzsasz-mal                                 | hon-dzsan-mal                                  | monológ                                        |
| 할 수 있다                                     | hal szu issz-ta                                | hal szu it-ta                                  | képes, tud                                     |

## Betűkép

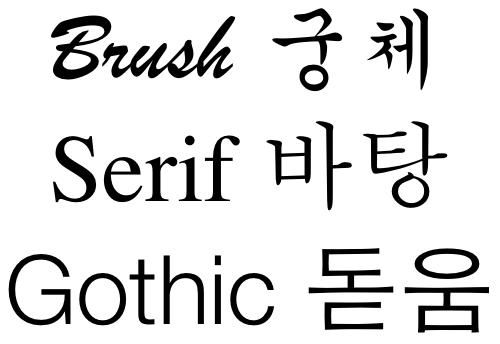
Koreai betűtíusok (kungcshe, pathang és todum) hasonló latin betűtípusok mellett

A hangult eredetileg – kínai mintára – felülről lefelé és jobbról balra írták, az eredeti betűkép a nyomatott írásban is leginkább a kalligrafikus ecsetvonásokat imitálta hagyományból, később, az 1900-as évek elején japán hatásra megjelentek másféle betűtípusok is (például serif és sans-serif). A balról jobbra, horizontálisan olvasott hangul megjelenése az 1800-as évek végére tehető, és valószínűleg azért lett szükség az alkalmazására, mert a vertikálisan írt hangullal nehezen lehetett latin betűvel kevert szövegeket, például szótárakat összeállítani. 1947-ben hivatalosan is a horizontális íráskép lett az elfogadott a tankönyvekben, az újságok pedig az 1980-as évektől álltak át rá. A vertikális írás azonban nem veszett ki teljesen a kultúrából, például gyakran alkalmazzák cégtáblákon.
A betűk alakja a szótagblokkban betöltött helyzetüktől függően módosulhat, ez a hangul digitalizálásakor is problémákat okoz, különösen mivel a szótagokat azonos nagyságú négyzethez méretezik, a nagyobb betűket tartalmazó négyzetbe zsúfolt szótagok így összenyomódnak, olvasásuk az interneten egyes betűtípusok esetében például nehézkessé válhat (lásd például a 를 rul szótagot). Mintegy 3500 betűtípust fejlesztettek a hangul számára, ezekből körülbelül 300-at használnak gyakrabban. Az új fejlesztések között szerepelnek olyan betűtípusok is, amelyek szakítanak a hagyományos, négyzetalapú elrendezéssel, és olyanok is vannak, amelyek a kézírást imitálják.

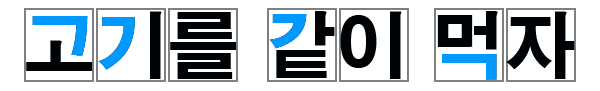
Ko-gi-rul katcs-i mok-csa, „együnk együtt húst”. A ㄱ (k/g) betű kékkel kiemelt alakja a pozíciójától függően némiképp módosul.

## Átírási rendszerek
A hangul latin betűs átírására több rendszer is létezik, a legnépszerűbb a McCune–Reischauer-átírás, melyet George McCune és Edwin Reischauer hozott létre és publikált 1939-ben. Ez a rendszer nem betű szerinti átírás, hanem kiejtés szerinti, és az angol nyelv anyanyelvi beszélői számára készült. A Yale átírást az 1960-as–'70-es években véglegesítették a négy nagy kelet-ázsiai nyelvre, a Yale-átírást főképpen nyelvészek alkalmazzák, mert pontosabban követi a helyesírást. 2000-ben a McCune–Reischauer-rendszert Dél-Koreában felváltotta egy átdolgozott változat, melyet A Koreai Nyelv Nemzeti Akadémiája dolgozott ki. A magyar átírási rendszer alapja a Keleti nevek magyar helyesírása című akadémiai kiadvány.
| Gyök | Átdolgozott koreai            | McCune–Reischauer             | Yale | Magyaros                      |
| ---- | ----------------------------- | ----------------------------- | ---- | ----------------------------- |
| ㄱ   | g, k                          | k, g                          | k    | k, g                          |
| ㄲ   | kk                            | kk                            | kk   | kk                            |
| ㄴ   | n                             | n                             | n    | n                             |
| ㄷ   | d, t                          | t, d                          | t    | t, d                          |
| ㄸ   | tt                            | tt                            | tt   | tt                            |
| ㄹ   | r, l                          | r, l                          | l    | r, l                          |
| ㅁ   | m                             | m                             | m    | m                             |
| ㅂ   | b, p                          | p, b                          | p    | p, b                          |
| ㅃ   | pp                            | pp                            | pp   | pp                            |
| ㅅ   | s                             | s                             | s    | sz                            |
| ㅆ   | ss                            | ss                            | ss   | ssz                           |
| ㅇ   | szótag elején –, egyébként ng | szótag elején –, egyébként ng | ng   | szótag elején –, egyébként ng |
| ㅈ   | j                             | ch, j                         | c    | cs, dzs                       |
| ㅉ   | jj                            | tch                           | cc   | ccs                           |
| ㅊ   | ch                            | ch’                           | ch   | csh                           |
| ㅋ   | k                             | k’                            | kh   | kh                            |
| ㅌ   | t                             | t’                            | th   | th                            |
| ㅍ   | p                             | p’                            | ph   | ph                            |
| ㅎ   | h                             | h                             | –    | h                             |

| Gyök | Átdolgozott koreai | McCune–Reischauer | Yale | Magyaros |
| ---- | ------------------ | ----------------- | ---- | -------- |
| ㅏ   | a                  | a                 | a    | a        |
| ㅐ   | ae                 | ae                | ay   | e        |
| ㅑ   | ya                 | ya                | ya   | ja       |
| ㅒ   | yae                | yae               | yay  | je       |
| ㅓ   | eo                 | ǒ                 | e    | o        |
| ㅔ   | e                  | e                 | ei   | e        |
| ㅕ   | yeo                | yǒ                | ye   | jo       |
| ㅖ   | ye                 | ye                | yey  | je       |
| ㅗ   | o                  | o                 | o    | o        |
| ㅘ   | wa                 | wa                | wa   | va       |
| ㅙ   | wae                | wae               | way  | ve       |
| ㅚ   | oe                 | oe                | oi   | ö        |
| ㅛ   | yo                 | yo                | yo   | jo       |
| ㅜ   | u                  | u                 | wu   | u        |
| ㅝ   | wo                 | wǒ                | we   | vo       |
| ㅞ   | we                 | we                | wey  | ve       |
| ㅟ   | wi                 | wi                | wi   | ü        |
| ㅠ   | yu                 | yu                | yu   | ju       |
| ㅡ   | eu                 | ǔ                 | u    | u        |
| ㅢ   | ui                 | ǔi                | uy   | i        |
| ㅣ   | i                  | i                 | i    | i        |

## Kritikája
Bár a világ egyik legtudományosabb írásrendszerének tartják, a koreaiak pedig úgy vélik, hogy a hangul az egyik leginnovatívabb és legkülönlegesebb írásrendszer a világon, nyelvészek szerint mégsem tökéletes. A négyzetbe tömörítés például megnehezítette a gépírást – bár a számítógépre vitelt nem – és a tömörítés miatt az egyes betűk alakja változhat, ami megnehezíti az egymástól való megkülönböztetésüket. Ugyancsak problémát jelent, hogy az idegen nevek átírására a koreai nem rendelkezik megfelelő betűkkel, például nincs és a hangul rendszerén belül nem is lehet betűt alkotni a más nyelvekben gyakran előforduló [v], [f], [z], [zs] fonémákra. A hangul nem jelöli a kis- és nagybetűket, emiatt nehéz egymástól megkülönböztetni a tulajdonneveket és a közneveket. Nem tesznek különbséget a nyomtatott és a folyóírás között sem, az iskolákban nem tanítják, hogyan kell a betűket összekötni, erre mindenki magától jön rá. Ezen felül, egészen a 20. századig, a kínai mintájára a szavakat egybeírták, és központozást sem használtak, ami megnehezítette az olvasást. Ugyancsak a kínai mintájára először felülről lefelé kellett olvasni a sorokat, ma már a latin betűs nyelvek mintájára ezek balról jobbra olvasandóak, a kínai elrendezés ritkábban fordul elő (például egyes konzervatívabb napilapokban).

## Fordítás
Ez a szócikk részben vagy egészben  a   Hangul című angol Wikipédia-szócikk ezen változatának fordításán alapul.  Az eredeti cikk szerkesztőit annak laptörténete sorolja fel. Ez a jelzés csupán a megfogalmazás eredetét és a szerzői jogokat jelzi, nem szolgál a cikkben szereplő információk forrásmegjelöléseként.

## Ajánlott irodalom
- Lee, Iksop, Ramsey, Robert S. The Korean Language. SUNY Press (2000). ISBN 0791448312
- Martin, Samuel E.. Reference Grammar of Korean. A Complete Guide to the Grammar and History of the Korean Language. Tuttle Publishing (2006). ISBN 0804837716
- Osváth Gábor. Koreai nyelvkönyv (2008). ISBN 9789630657945
- Pratt, Keith. Korea: A Historical and Cultural Dictionary. Routledge (1999). ISBN 0700704639
- Young-Key Kim-Renaud. The Korean alphabet. Its History and Structure. University of Hawaii Press (1997). ISBN 0824817230